# Мержанов, Мартын Иванович
Мартын Иванович Мержанов (21 ноября [4 декабря] 1900, Нахичевань-на-Дону, Область Войска Донского, Российская империя — 18 июля 1974, Сухуми, Абхазская АССР, Грузинская ССР, СССР) — советский журналист, военный корреспондент газеты «Правда», первый главный редактор еженедельника «Футбол». Младший брат архитектора Мирона Мержанова (1895—1975).

## Биография
Родился 4 декабря (21 ноября по старому стилю) 1900 года в Нахичевани-на-Дону (ныне — в черте Ростова-на-Дону) в армянской семье. Отец — Оганес (Иван) Миронович Мержанянц, управляющий макаронной фабрикой. Мать — Рипсимэ (Ольга) Мартыновна Миесерова, дочь ростовского купца 1 гильдии.
Вырос в городе Славянск Харьковской губернии. Еще учась в гимназии, увлекся футболом. Создал в городе одну из первых футбольных команд, в которой совмещал роли голкипера и капитана. А кроме того, по своим воспоминаниям, «издавал» рукописный журнал «Футбольные новости», в котором аккуратно описывал все матчи дворовых команд".
В начале 1920-х играл в футбол за команду «Феникс» (Нахичевань-на-Дону). После окончания Гражданской войны начал работать в печати. Работал в газете «Советский юг», издаваемой в Ростове-на-Дону. Среди сотрудников газеты в то время были известные в будущем советские литераторы Александр Фадеев и Владимир Киршон. Мержанов увлекался темами авиации и спорта, был редактором журнала «К спорту», ежемесячного приложения к газете «Советский юг» и органа Северо-Кавказского футбольного союза.
Позже переехал в Краснодар, где играл в футбол за местную команду «Унион» и издавал еженедельную газету о спорте.
Впоследствии работал в «Ленинградской правде», «Рабочей газете», «Водном транспорте», «Труде».

### Великая Отечественная война
Призван в армию в июле 1941 года Ленинградским РВК г. Москвы. Майор административной службы. Был военным корреспондентом «Правды» с августа 1941 года по сентябрь 1945 года. В мае 1945 г. присутствовал при обнаружении отделом контрразведки СМЕРШ 79 корпуса под командованием И. И. Клименко трупов Гитлера и Геббельса. Статья Бориса Горбатова и Мартына Мержанова «Капитуляция» была опубликована в газете «Правда» 9 мая 1945 года.
Награжден орденами Красной Звезды (24 марта 1945 г.), Отечественной войны II степени (19 июня 1945 г.), медалями «За победу над Германией в Великой Отечественной войне 1941—1945 гг.», «За оборону Кавказа», «За оборону Москвы», «За взятие Кенигсберга», «За взятие Берлина».
В результате контузии, полученной во время войны, в течение 15 лет ходил на костылях, а затем до конца жизни — с «увесистой палкой».
Книга воспоминаний Мержанова «Так это было: Последние дни фашистского Берлина», впервые вышедшая в 1971 году, выдержала в СССР несколько изданий.

### Спортивный журналист
Работал заместителем заведующего и заведующим отделом в «Огоньке».
Редактор отдела футбола «Советского спорта» и главный редактор «Футбола» — 1960—1966 (по октябрь). Первый главный редактор популярного в стране футбольного издания.

Болел за московский «Спартак», дружил с братьями Старостиными. Симпатизировал сборной Бразилии по футболу.
«Мартына Ивановича Мержанова мы знаем и помним до сих пор как журналиста и редактора прежде всего страстного, боевого, мастера отстаивать свои взгляды, последовательного в борьбе и гневе, верного и нежного в симпатиях».
Скончался 18 июля 1974 года на даче в Гульрипше (Абхазия). Похоронен на 4-м участке Армянского кладбища в Москве.

### Семья
Жена — Вайнер Анна Яковлевна, дочь Ольга (род. 1933), внук Павел (род. 1960).

## Память
В 1985 году именем Мержанова в Славянске Донецкой области названа улица, носившая прежде название Слесарной.

## Звания и награды
- Заслуженный работник культуры РСФСР (1972)
- Медаль «За трудовую доблесть» (27.04.1957) — «за успехи, достигнутые в деле развития массового физкультурного движения в стране, повышения мастерства советских спортсменов, и успешное выступление на международных соревнованиях»